# Quận Delaware, Ohio
Quận Delaware là một quận hạt thuộc tiểu bang Ohio, Hoa Kỳ. Quận lỵ đóng ở thị trấn Delaware.6 Cả quận và thành phố quận lỵ đều được đặt tên theo bộ lạc da đỏ Lenape, còn gọi là bộ tộc Delaware, do họ sống dọc theo lưu vực sông Delaware.
Quận nằm trong khu vực thống kê đô thị Columbus, Ohio. Theo điều tra dân số năm 2010, quận có dân số 174.214 người, tăng 58,4% từ mức 109.989 năm 2000, là quận có tốc độ tăng trưởng nhanh nhất ở Ohio.

## Địa lý
Theo điều tra dân số năm 2010, quận có tổng diện tích 457,33 dặm vuông Anh (1.184,5 km2), trong đó 443,10 dặm vuông Anh (1.147,6 km2) (hay 96,89%) là diện tích mặt đất và 14,23 dặm vuông Anh (36,9 km2) (hay 3,11%) là diện tích mặt nước.

### Quận giáp ranh
- Quận Morrow (bắc)
- Quận Knox (đông bắc)
- Quận Licking (đông)
- Quận Franklin (nam)
- Quận Union (tây)
- Quận Marion (tây bắc)

### Hồ và sông
Các dòng sông chính của quận sông Scioto, sông Olentangy, rạch Alum, rạch Big Walnut. Những tuyến đường thủy chạy từ Bắc vào Nam trên toàn quận. Hồ Alum Creek và hồ Delaware là các hồ chứa tạo ra lần lượt trên rạch Alum và sông Olentangy.

## Nhân khẩu
Theo điều tra dân số năm 2000, quận có dân số 109.989 người, 39.674 hộ, và 30.668 gia đình sinh sống trong quận. Mật độ dân số là 249 người trên một dặm vuông (96/km ²). Có 42.374 đơn vị nhà ở với mật độ trung bình là 96 trên mỗi dặm vuông (37/km ²). Cơ cấu chủng tộc của quận là 94,25% người da trắng, 2,52% người da đen hoặc người Mỹ gốc Phi, 0,14% người Mỹ bản xứ, 1,54% gốc châu Á, người Thái Bình Dương 0,03%, 0,38% từ các chủng tộc khác, và 1,14% từ hai hay nhiều chủng tộc. Hispanic hay Latino thuộc bất cứ chủng tộc nào là 1,01% dân số. 26,8% gốc Đức, 11,7% gốc Ailen, người gốc Anh chiếm 11,3%, người Mỹ 10,7% và 6,9% người gốc Ý theo điều tra dân số năm 2000.
Có 39.674 hộ, trong đó 40,10% có con cái dưới tuổi 18 sống chung với họ, 67,70% cặp vợ chồng chung sống với nhau, 6,70% có một chủ hộ là nữ không có chồng, và 22,70% là không gia đình. 18,10% của tất cả các hộ gia đình đã được thực hiện của các cá nhân và 5,30% có người sống một mình 65 tuổi hoặc lớn tuổi hơn là. Cỡ hộ trung bình là 2,70 và cỡ gia đình trung bình là 3,09.
Trong quận, dân số có cơ cấu với 28,20% dưới 18 tuổi, 7,60% từ 18 đến 24, 32,60% từ 25 đến 44, 23,30% từ 45 đến 64, và 8,20% là những người từ 65 tuổi trở lên. Tuổi trung bình là 35 năm. Đối với mỗi 100 nữ có 98,00 nam giới. Đối với mỗi độ tuổi phụ nữ 100 18 và hơn, đã có 94,90 nam giới.
Thu nhập trung bình cho một hộ gia đình trong quận là 67.258 USD, và thu nhập trung bình cho một gia đình là 76.453 USD. Nam giới có thu nhập trung bình 51.428 USD so với 33.041 USD đối với nữ giới. Thu nhập bình quân đầu người của quận là 31.600 USD. Khoảng 2,90% gia đình và 3,80% dân số sống dưới mức nghèo khổ, trong đó có 4,40% của những người dưới 18 tuổi và 4,80% của những người 65 tuổi trở lên.